# Quảng Thạch, Quảng Trạch
Quảng Thạch là một xã thuộc huyện Quảng Trạch, tỉnh Quảng Bình, Việt Nam.
Xã Quảng Thạch có diện tích 46,34 km², dân số năm 2019 là 3.727 người, mật độ dân số đạt 80 người/km².